# 1,1,1,2-tetrafluorethaan
1,1,1,2-tetrafluorethaan, ook bekend als R-134a, Suva134a en Solkane R134a, is een van de fluorkoolwaterstoffen, een gehalogeneerde koolwaterstof (HFK) met vrijwel dezelfde thermodynamische eigenschappen als dichloordifluormethaan (freon R12).
De stof heeft een aardopwarmingsvermogen dat 1300 maal hoger ligt dan dat van koolstofdioxide, maar is relatief gezien wel een van de minder schadelijke fluorkoolwaterstoffen. Het is een isomeer van 1,1,2,2-tetrafluorethaan (R-134).

## Toepassingen
1,1,1,2-tetrafluorethaan kent talrijk, voornamelijk industriële, toepassingen:
- Koudemiddel voor koeling boven 0 °C. De stof wordt dan ook gebruikt als koudemiddel in koelkasten. De stof is hierbij de ozonvriendelijke vervanging van het ozononvriendelijke freon.
- Drijfgas in aerosols, ook voor inhalatie.
- Expansiegas voor geëxtrudeerd polystyreenschuim.
- Vervangmiddel (sinds 31 december 2000) voor dichloordifluormethaan (R12), conform het Montréal-protocol.

Het product wordt naast koelmiddel ook gebruikt als schoonmaakmiddel voor stof. Hierbij zit het product in een spuitbus en wordt deze op het schoon te blazen voorwerp gespoten. Deze methode wordt voornamelijk gebruikt bij voorwerpen die vochtvrij schoongeblazen moeten worden in de farmaceutische industrie.